# Loreto Millalén
Loreto Millalén Iturriaga (Santiago do Chile, 19 de fevereiro de 1974) é uma gravadora, tecedora, escultora, bailarina, poeta e artista mapuche. É fundadora e directora da Oficina e Escola de Arte Têxtil Mapuche Ad Llallin e criadora do Primeiro Encontro de Têxteis de Abyayala em Wallmapu: Arte Têxtil e Medicina.

## Obras
- Calendário Hemoglobina Lunar (2010-2012), tecido em Ñimin (estrutura complementar), com um desenho original, baseado na contabilidade do ciclo lunar e feminino. É um calendário criado com técnicas têxteis ancestrais mapuche e objectos contemporâneos, fios vermelhos e brancos - sangue menstrual e leite. Foi exposta no Museu Têxtil de Oaxaca em 2012.[4]
- Fuchakeche Ruka Yem (Abuelatorio) (2014), um espaço para a memória e a lembrança dos relatos dos avôs e avós, utilizando diversas técnicas têxteis e materialidades constrói, como assinala Luis Campos: «uma cápsula em onde metafóricamente um se insere e pode conseguir transitar no tempo das palavras e das mensagens.[5] Um lugar onde se transmite a cultura».[6]
- Quando a alma seca, recobra a memória da torrente (2016-2017), escultura tecida com fibra vegetal e cunhos, nodos e costura.[7] Realizada juntamente com Ángela Rodríguez, Antonio Calibán Catrileo, Nicole Betacourt e Sebastián Trippner do Colectivo de Pu Chilkatube de Oficina de Conexões Têxteis e Arte Têxtil Mapuche Ad Llallin.